# 山田優子
山田 優子（やまだ ゆうこ、4月10日 - ）は、主に福岡県で活動しているタレント、ラジオパーソナリティ、ナレーター。オフィス・ミラソール（有限会社ミラソール）所属。

## 人物
血液型はO型で牡羊座。
福岡のグルメ情報誌『ソワニエ』の編集部員。
特技はモノマネ。
2014年3月15日、ゆうゆうサタデー番組内で、同年3月8日に入籍したことを発表した。

## 担当番組

### エフエム福岡
- SUPER RADIO MONSTER ラジ★ゴン
  - 水・木曜担当（2003年4月2日 - 2009年2月26日、2009年7月8日 - 2013年3月28日）
  - 月・水・木曜担当（2009年3月2日 - 7月2日）
  - 木曜担当（2013年4月4日 - 2020年3月26日）
- よりぬきラジ★ゴン（木曜 6:00-7:00）
- BUTCHと山田優子のキラキラ☆ラジオ（JFN系ネット 土曜 11:00-11:30）
- にしてつバスpresents 米岡誠一の「ぼくらのバス!発車オーライ」（fm fukuoka、日曜 9:30 - 9:55）

### TVQ
- みみよりサタデイ！

### KBC
- 気ままにLB
- 9ヂカラ (火曜日)
- ゆうゆうサタデー
- 川上政行 今日もしゃべりずき!

### RKB
- 今日感テレビ
- 探検!九州

### TNC
- ふぉ～かす
- タウン情報

### その他
- キラキラ☆ラジオ in YOKOHAMA（FMヨコハマ）